# Agnosia visual
La agnosia visual es una forma específica de agnosia caracterizada por una incapacidad cerebral para reconocer o comprender estímulos visuales. Una persona con agnosia visual puede ver con normalidad, ya que el funcionamiento de su sistema visual es correcto, pero es incapaz de interpretar o reconocer lo que está viendo.

Tampoco presenta déficit alguno en sus capacidades mentales generales. Existen pruebas sencillas que pueden aplicarse para diagnosticar esta afección. Este tipo de pruebas suelen consistir en mostrar una serie de imágenes de objetos inanimados, así como de lugares y personas famosas. Un deterioro generalizado en la capacidad de reconocimiento de las imágenes mostradas es un indicador de la presencia del trastorno. Se podrá establecer el tipo específico de agnosia visual en función del tipo de imágenes que supongan una mayor o menor dificultad para su reconocimiento. La agnosia visual suele estar provocada por una lesión bilateral del lóbulo occipital o temporal.
Los síntomas específicos pueden variar dependiendo de la causa que haya provocado la agnosia. Algunos pacientes son incapaces de copiar dibujos, pero pueden manipular objetos con un alto grado de destreza. Por lo general, los pacientes pueden describir con gran detalle los objetos que se encuentran en su campo visual, incluyendo aspectos como el color, la textura y la forma, pero no son capaces de reconocerlos. De forma análoga, estos pacientes a menudo pueden describir objetos familiares ayudándose de sus recuerdos, a pesar de sus problemas visuales. El análisis detallado de la naturaleza de la agnosia visual ha favorecido el alcance de una mejor comprensión del papel del cerebro en los mecanismos visuales no patológicos.

## Clasificación
Se considera como agnosia visual pura aquellos casos en los que el deterioro se limita únicamente al canal sensorial de la visión. Los dos tipos principales de agnosia visual son la agnosia visual aperceptiva y la agnosia visual asociativa. El primer autor que estableció esta distinción fue el neurólogo alemán Heinrich Lissauer, en el año 1890. La agnosia visual aperceptiva consiste en errores en el reconocimiento a alto nivel de los objetos. La agnosia visual asociativa se caracteriza por una incapacidad para identificar los objetos provocada por un deterioro en el acceso a la información semántica almacenada referente a los objetos percibidos. Los pacientes con agnosia visual aperceptiva no son capaces de dibujar o copiar dibujos, mientras que los pacientes de agnosia visual asociativa parecen conservar los circuitos neuronales necesarios para el reconocimiento de objetos, pero no son conscientes de esta capacidad. Se puede considerar a la agnosia visual asociativa como el resultado de una disrupción de las conexiones entre el sistema de percepción visual y el de verbalización.
Entre las variantes clínicas conocidas de la agnosia visual se encuentra la prosopagnosia (incapacidad para reconocer caras); la ceguera verbal pura (incapacidad para reconocer palabras), la agnosia cromática (incapacidad para distinguir colores), la agnosia espacial (incapacidad para reconocer el entorno) y la simultagnosia (la incapacidad para reconocer como un todo una escena formada por múltiples elementos).

### Categorías de la agnosia visual
Las dos principales categorías de la agnosia visual son:

#### Agnosia visual aperceptiva
Es un deterioro en el reconocimiento de los objetos. Las personas con agnosia aperceptiva no son capaces de alcanzar una percepción completa y consciente de los objetos.

#### Agnosia visual asociativa
Es un deterioro en la capacidad de reconocimiento del modo en que un objeto debe utilizarse, aunque este objeto haya sido identificado correctamente. Para estos pacientes, la percepción tiene lugar, pero carece de significado.
Subtipos de la agnosia visual asociativa
- Acromatopsia: un deterioro en el reconocimiento del color.
- Prosopagnosia: un deterioro en el reconocimiento de los rostros. Estos pacientes son conscientes de que están percibiendo un rostro, pero no son capaces de reconocerlo, a pesar de que se trate de una persona familiar.
- Agnosia de la orientación: el reconocimiento de los objetos se conserva, pero se pierden los conocimientos relativos a su orientación espacial.
- Agnosia de las pantomimas: Incapacidad para comprender las pantomimas (gesticulaciones). Parece ser que la corteza visual cortical inferior es un área cerebral que representa un papel clave en la comprensión de la gestualidad.

## Síntomas
Aunque la mayor parte de los casos de agnosia visual tienen lugar en personas de edad avanzada con una lesión cerebral importante, también se han documentado casos de niños que presentan estos síntomas tras sufrir una lesión cerebral no tan severa durante los años de desarrollo. Habitualmente, la agnosia visual se presenta como una incapacidad para reconocer un objeto a partir de su forma, en ausencia de otro tipo de problemas (como un deterioro del sistema visual) que permitan explicar los síntomas. Un caso paradigmático es el de la prosopagnosia, donde la persona afectada puede ver con claridad los rostros de otras personas, pero es incapaz de establecer las conexiones cerebrales adecuadas para reconocerlas. Otra manifestación habitual de la agnosia visual es la dificultad para identificar objetos que tienen una forma similar, o dibujos lineales carentes de detalles. También pueden producirse problemas a la hora de reconocer objetos que se presentan girados, de forma que ofrecen una perspectiva poco común; por ejemplo, un bolígrafo visto desde la punta.

## Fisiopatología

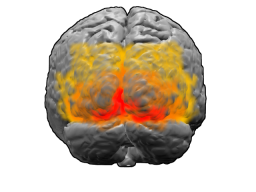
La corteza visual: áreas de Brodmann 17 (corteza visual primaria), 18 y 19 (corteza extraestriada)

La agnosia visual se produce como consecuencia de una lesión en la corteza visual asociativa. Los síntomas se manifiestan incluso a pesar de que no se produzcan daños en los ojos o en el tracto óptico que conduce la información visual hasta el cerebro. La agnosia visual está causada por el daño sobre la ruta ventral (sistema parvocelular) que surge de la corteza visual. Esta ruta ventral también se denomina «ruta del qué», ya que permite identificar los estímulos que se perciben. De la corteza visual también nace la ruta dorsal (sistema magnocelular) conocida como «ruta del cómo» o «ruta del dónde». Los daños en esta ruta provocan una agnosia de tipo espacial. En cambio, en los casos de agnosia visual, esta ruta permanece intacta, permitiendo a los pacientes mostrar un comportamiento guiado por la visión relativamente normal. Las lesiones en determinadas áreas de la ruta ventral dificultan la capacidad de reconocer ciertas categorías de información visual.
El complejo occipital lateral parece responder a muchos tipos diferentes de objetos. La prosopagnosia está provocada por un daño en el área fusiforme facial. Los estudios realizados con imagen por resonancia magnética funcional muestran que existe un área concreta especializada en el reconocimiento facial, conocida como el área fusiforme facial, en la circunvolución fusiforme del lóbulo temporal. No obstante, esta área no está limitada exclusivamente al reconocimiento facial.
Por otra parte, la corteza del cuerpo extraestriado se activa ante la presentación de fotografías, siluetas o dibujos esquemáticos del cuerpo humano. El área parahipocampal de la corteza límbica se activa ante la visión de escenas y fondos. La acromatopsia cerebral (incapacidad de discriminar diferentes matices de color) está causada por un daño en el área V8 de la corteza visual asociativa. El hemisferio izquierdo parece jugar un papel crucial en el reconocimiento del significado de objetos comunes.